# Tornado de El Reno de 2013
El Tornado de El Reno de 2013 fue un tornado extremadamente grande, poderoso y errático que apareció en las áreas rurales del centro de Oklahoma en Estados Unidos, durante la tarde del viernes 31 de mayo de 2013. Este tornado, de múltiples vórtices y envuelto en lluvia, fue el tornado más ancho jamás registrado y formó parte de un sistema meteorológico más grande que produjo docenas de tornados durante los días anteriores.

## El tornado
El tornado tocó tierra a las 18:03 (hora local) del viernes 31 de mayo de 2013, a tan solo 13,4 kilómetros al suroeste de la ciudad de El Reno. Creció rápidamente y se volvió cada vez más violento a medida que avanzaba por la parte central del condado de Canadian, pero sin llegar a afectar muchas estructuras, ya que su recorrido permaneció en terreno abierto. Según las medidas de los radares meteorológicos móviles, hubo vientos extremos de más de 504 km/h (313 mph)dentro del vórtice, y el tornado llegó a alcanzar una anchura récord de 4,2 kilómetros a su paso por la Interestatal 81. Finalmente se debilitó hacia el noroeste, después de cruzar la Interestatal 40 cerca de las 18:43 horas, después de una trayectoria de 26,1 kilómetros.

## Consecuencias
Si bien el tornado se mantuvo en terrenos mayormente abiertos, se cobró la vida de 8 personas, entre ellas el conocido cazador de tormentas Tim Samaras junto a su hijo Pablo Samaras y su socio Carl Young, también cazador de tormentas, cuando el automóvil en el que viajaban fue volcado por la fuerza del viento.
Cabe mencionar que la ciudad se encontraba en plena hora punta, lo que congestionó aún más las carreteras mientras los ciudadanos intentaban huir; según expertos, debido a este comportamiento irresponsable pudieron haberse perdido más de 500 vidas si el tornado hubiera pasado un poco más cerca.
Una vivienda y una granja completa ubicadas a 6 kilómetros de la Interestatal 81 fueron destruidas, y múltiples edificios grandes de ladrillo del  Canadian Valley Technology Center fueron gravemente dañados o destruidos; solo en ese lugar se estima que los daños totales podrían alcanzar los 40 millones de dólares.El supermercado Oklahoma City West Livestock Market se describió como una "zona de guerra", debido a los daños importantes que recibió. Un total de 29 estructuras y 40 vehículos fueron dañados, y se estima que la reconstrucción tomó alrededor de un año.